# Boží Dar
Boží Dar (Duits: Gottesgab) is een kleine Tsjechische stad in de regio Karlsbad, en maakt deel uit van het district Karlsbad. Boží Dar telt 350 inwoners (2023). Boží Dar vormt een grenslijn met de Duitse gemeente Oberwiesenthal en ligt op een hoogte van 1.028 meter, waarmee het geldt als de hoogstgelegen stad in Centraal-Europa. De stad ligt op een hoogvlakte in het Ertsgebergte en is een belangrijk wintersportcentrum. Ten noordoosten van de stad ligt de hoogste berg van het Ertsgebergte, de Klínovec (1244 meter). En ten westen ligt het natuurreservaat Bozidarské raseliniste.
Naast de stad Boží Dar behoren ook de dorpen Ryžovna en Zlatý Kopec tot de gemeente.

## Geschiedenis
De mijnbouw naar zilver en tin begon in 1517. Om het groeiende aantal mijnbouwers een woonplaats te bieden werd in 1530 een bergstad gesticht.
Op 17 mei 1939 had de stad 938 inwoners. Doordat na de Tweede Wereldoorlog de Duitse inwoners werden verdreven waren er op 22 mei 1947 nog maar 189 inwoners over. In de jaren 50 verloor Boží Dar zijn stadsrechten, maar sinds 13 oktober 2006 is het weer een stad, ondanks het geringe inwoneraantal.
In Boží Dar staat de St. Annakerk, een kerk in barokstijl uit het jaar 1772.
Dora Richter, de eerste transpersoon die een succesvolle geslachtsbevestigende operatie onderging, werd in 1891 geboren in Seifen, een deelgemeente van Boží Dar.

## Fotogalerij

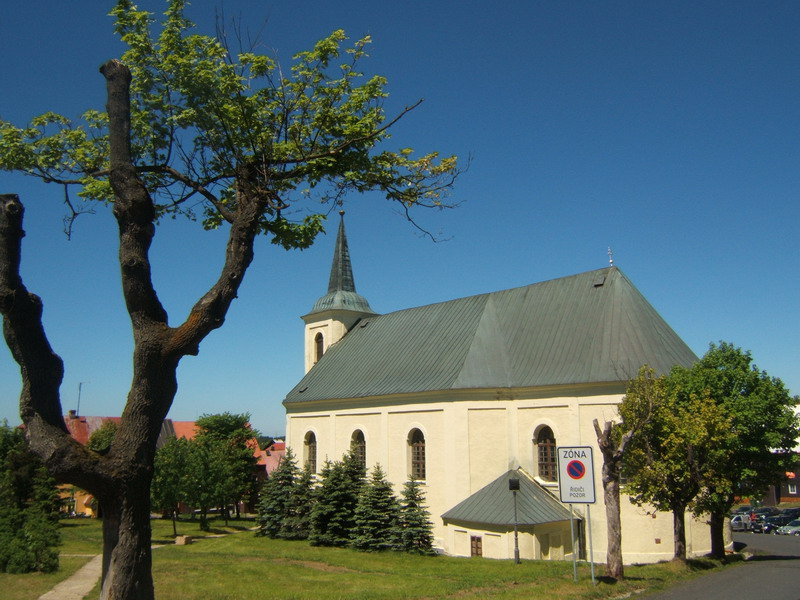
De St. Annakerk
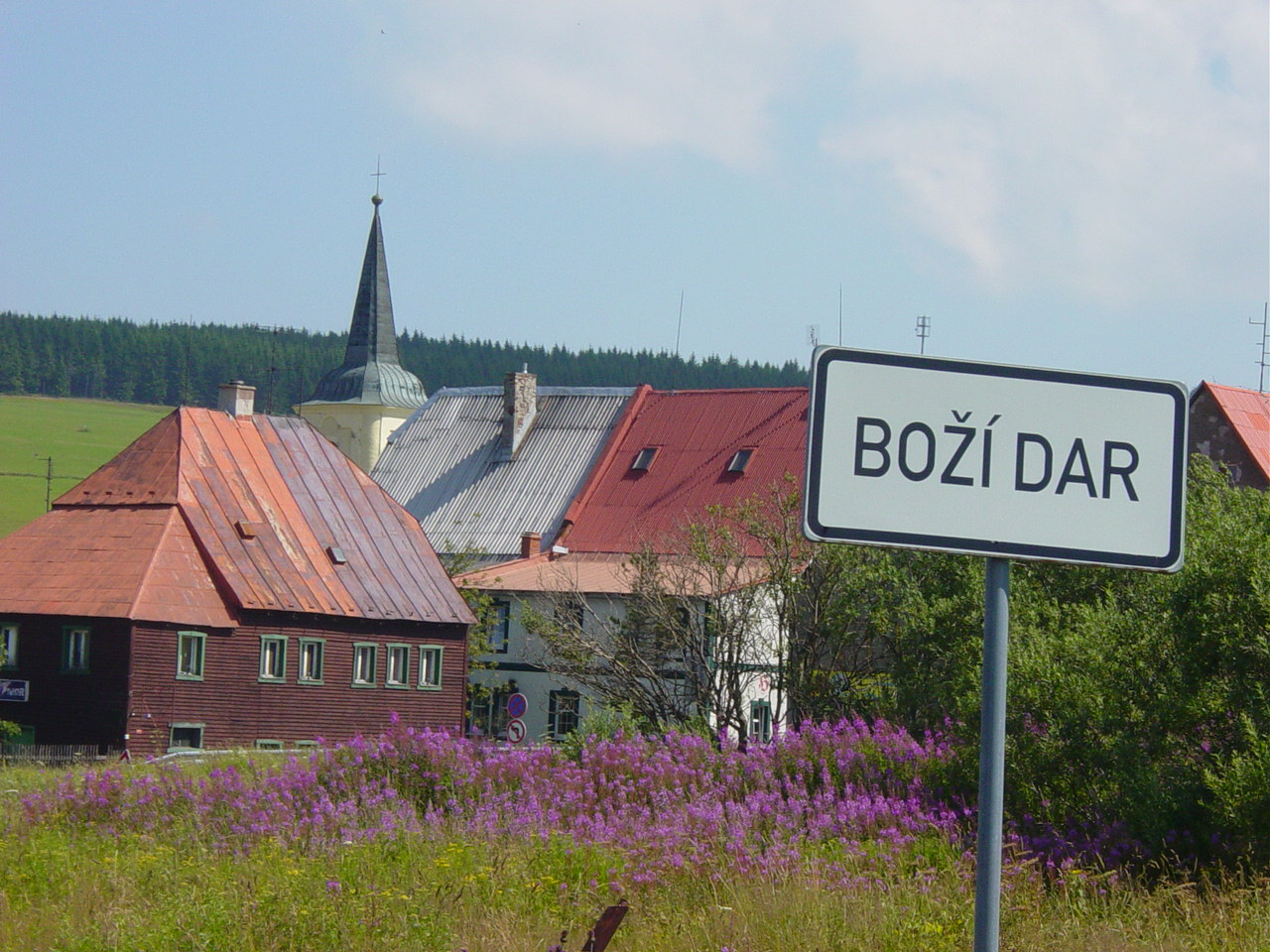
Blik op het stadje
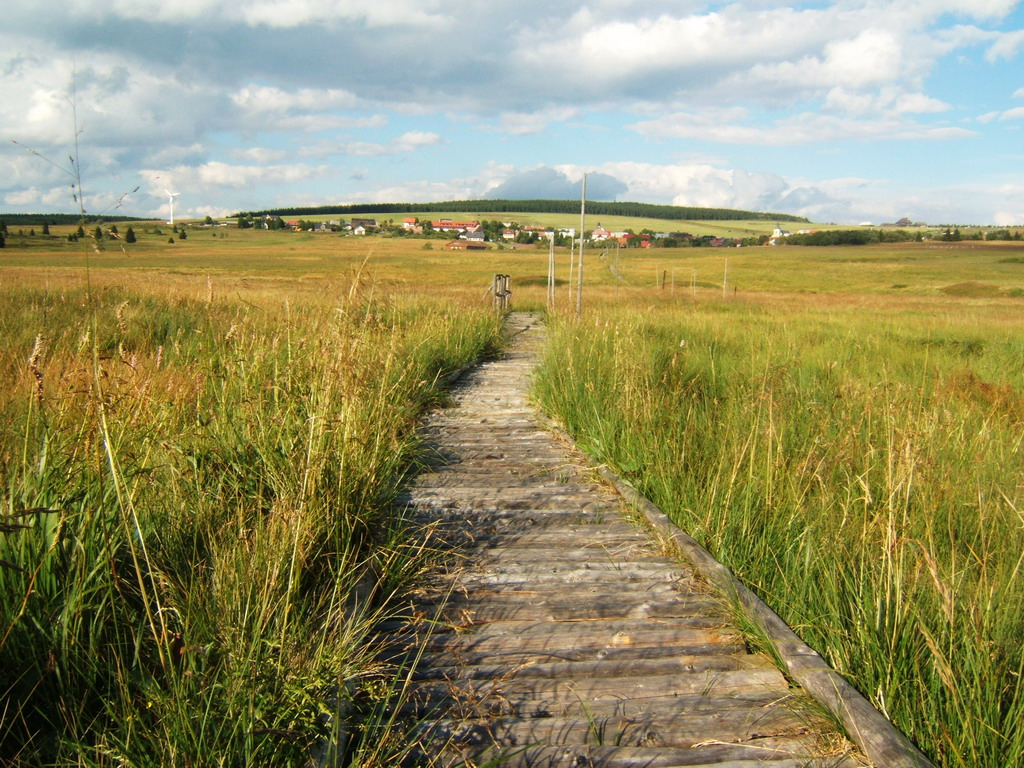
Wandelpad met in de verte Boží Dar

Panorama, in het midden Boží Dar

Abertamy · Andělská Hora · Bečov nad Teplou · Bochov · Boží Dar · Božičany · Bražec · Březová · Černava · Čichalov · Dalovice · Děpoltovice · Doupovské Hradiště · Hájek · Horní Blatná · Hory · Hroznětín · Chodov · Chyše · Jáchymov · Jenišov · Karlsbad (Karlovy Vary) · Kolová · Krásné Údolí · Krásný Les · Kyselka · Merklín · Mírová · Nejdek · Nová Role · Nové Hamry · Ostrov · Otovice · Otročín · Pernink · Pila · Potůčky · Pšov · Sadov · Smolné Pece · Stanovice · Stráž nad Ohří · Stružná · Šemnice · Štědrá · Teplička · Toužim · Útvina · Valeč · Velichov · Verušičky · Vojenský újezd Hradiště · Vojkovice · Vrbice · Vysoká Pec · Žlutice